# أبو الحارث الليث بن خالد
الليث بن خالد المروزي البغدادي و كنيته أبو الحارث. توفي سنة 240 هـ.

## حياته العلمية
عرض القراءة على الكسائي. وروى الحروف عن حمزة بن القاسم الأحول وعن اليزيدي.
روى عنه القراءة عرضاً وسماعاً سلمة بن عاصم، ومحمد بن يحيى الكسائي الصغير، والفضيل بن شاذان، وغيرهم.

## قالوا عنه
قال أبو عمرو الداني :
"كان الليث من جلة أصحاب الكسائي."